# 伊森塔勒巴赫河
46°55′07″N 8°35′50″E / 46.91872°N 8.59709°E

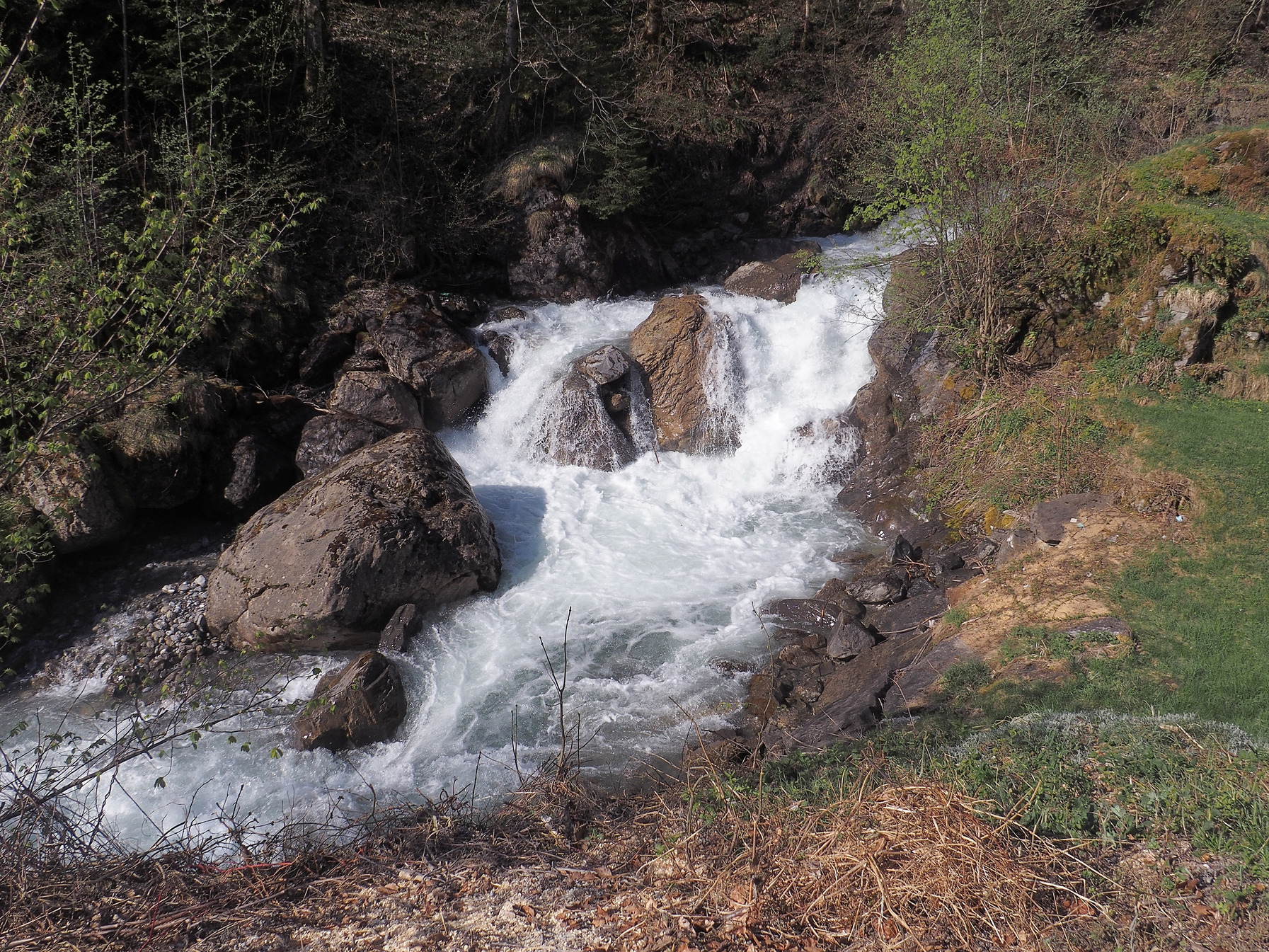

伊森塔勒巴赫河是瑞士的河流，位於該國中部，流經烏里州，屬於羅伊斯河的支流，河道全長12.9公里，流域面積59.7平方公里，發源自烏里羅特施托克山，最終注入琉森湖。